# Сан Мартино дела Батаљија
Сан Мартино дела Батаљија је насеље у Италији у округу Бреша, региону Ломбардија.
Према процени из 2011. у насељу је живело 1701 становника. Насеље се налази на надморској висини од 83 м.